# Juan Cruz Marini
Juan Cruz Marini (Bahía Blanca, Buenos Aires, 8 de febrero de 2000) es un baloncestista argentino que se desempeña como escolta.

## Trayectoria
Surgido de la cantera de Pacífico, fue reclutado por Bahía Basket a comienzos de 2016. Con ese club jugó en la Liga de Desarrollo y en la Liga 3x3 -siendo también cedido de regreso a Pacífico-, hasta que pudo hacer su debut en la Liga Nacional de Básquet en enero de 2019.
Marini pasó al Deportivo Viedma para jugar los play-offs de temporada 2021 de La Liga Argentina. Al finalizar el certamen, firmó la renovación de su contrato. 
El 20 de octubre de 2022 se realizó una operación en su rodilla, y el 3 de septiembre de 2023 fue intervenido en su cadera izquierda. Ambas lesiones limitaron su tiempo de juego con los rionegrinos.
Retornó a Pacífico a comienzos de 2024 con la intención de disputar los torneos de la Asociación Bahiense de Básquetbol. En el semestre siguiente disputó el Torneo Pre-Federal del Alto Valle de Río Negro-Neuquén con Petrolero Argentino.
En enero de 2025 se unió a Huracán Las Heras para disputar La Liga Federal.

### Clubes
| Club                | País      | Año             |
| ------------------- | --------- | --------------- |
| Pacífico            | Argentina | 2018            |
| Bahía Basket        | Argentina | 2019 - 2021     |
| Deportivo Viedma    | Argentina | 2021 - 2023     |
| Pacífico            | Argentina | 2024            |
| Petrolero Argentino | Argentina | 2024            |
| Huracán Las Heras   | Argentina | 2025            |
| Jujuy Básquet       | Argentina | 2025 - Presente |

## Selección nacional
Marini fue miembro de los seleccionados juveniles de baloncesto de Argentina, actuando en el Torneo Internacional TFB de 2016, en el Campeonato Sudamericano de Baloncesto Sub-17 de 2017 y en el Torneo Albert Schweitzer de 2018.